# Орден Богдана Хмельницького (СРСР)
О́рден Богда́на Хмельни́цького — один з військових орденів СРСР, впроваджений під час Другої Світової війни. Був призначений для нагородження як офіцерського, так і солдатсько-сержантського складу.

## Історія впровадження
Орден Богдана Хмельницького I, II і III ступеня встановлено Указом Президії Верховної Ради СРСР від 10 жовтня 1943 року для нагородження командирів і бійців Червоної армії і Військово-морського флоту, керівників партизанських загонів і партизанів, що особливо відзначились у боротьбі з німецькими військами. На відміну від інших полководницьких орденів СРСР, орденом Богдана Хмельницького нагороджувались усі чини армії і флоту, а також найактивніші учасники партизанського руху, аж до рядових.
Після розгрому німецьких військ влітку 1943 року на Курській дузі Червона армія готувалася до відвоювання України. У своїх щоденникових записах видатний діяч української культури Олександр Довженко стверджував, що ідея встановлення ордена Богдана Хмельницького належить саме йому. Він запропонував її Микиті Хрущову наприкінці серпня 1943 року. Той прийняв її «із задоволенням». Керівництво СРСР також підтримало.
Розробка ескізів ордена проводилась у Москві. Для остаточного вирішення відібрали проєкти українських митців Михайла Дерегуса, Валентина Литвиненка та Олександра Пащенка. Проєкт Олександра Пащенка визнано найкращим, тож його практично без змін передали на Московський монетний двір для втілення у виробництво.

## Статут ордена
|  | Орденом нагороджуються командири та бійці Червоної Армії та Військово-морського флоту, керівники партизанських загонів і партизани, що виявили особливу рішучість та уміння в операціях з розгрому ворога, високий патріотизм, мужність і самовідданість у боротьбі за визволення радянської землі від німецьких загарбників. Нагородження орденом Богдана Хмельницького проводиться Указом Президії Верховної Ради СРСР. Орден Богдана Хмельницького складається з трьох ступенів: першого, другого та третього. Вищим ступенем є перший. Орденом Богдана Хмельницького першого ступеня нагороджуються командувачі фронтів, флотів, армій, флотилій, їхні заступники, начальники штабів, оперативних управлінь, відділів і родів військ фронтів, армій і флотилій, командири з'єднань партизанських загонів: - За успішну, проведену із застосуванням вмілого маневру операцію, в результаті якої звільнено від ворога район, місто, населений пункт, що має особливе стратегічне значення, причому ворогу було завдано серйозних втрат в живій силі та техніці; - За проведену з'єднанням партизанських загонів операцію, в результаті якої було розгромлено штаб військ супротивника, захоплена його база, знищені крупні транспорти з живою силою та технікою, а також за вмілу, проведену спільно з частинами Червоної Армії, бойову операцію, наслідком якої стало звільнення значної частини радянської території від ворога. Орденом Богдана Хмельницького другого ступеня нагороджуються командири корпусів, дивізій, бригад і полків, їхні заступники, начальники штабів, командири з'єднань партизанських загонів, їхні заступники, начальники штабів, командири партизанських загонів. - За прорив укріпленої лінії ворога, успішну операцію по форсуванню водного рубежу, за глибокий рейд в тил супротивника, в результаті чого було серйозно порушено комунікації ворога і нанесено серйозної шкоди його тиловим постачальним базам; - За вміло організовану та успішно проведену партизанським загоном операцію, в результаті якої було розгромлено опорний пункт ворога, знищений ворожий гарнізон, звільнені радянські громадяни, що їх угнали в німецьку каторгу, порушені комунікації та лінії зв'язку, знищені транспорти супротивника. Орденом Богдана Хмельницького третього ступеня нагороджуються рядовий, сержантський, старшинський та офіцерський склад до командира батальйону та йому відповідних включно, командири партизанських загонів, командири підрозділів партизанських загонів та партизани; - За сміливу ініціативу та рішучість, виявлені командиром підрозділу в бойовій операції, що забезпечило нанесення ворогу поразки, захоплення населеного пункту або важливого рубежу; - За сміливість та винахідливість, виявлені командиром партизанського загону, що забезпечили успішне проведення бойової операції, нанесення супротивнику тяжкого урону та зрив його військових заходів; - За особисту ініціативу, мужність та завзятість, виявлені при виконанні бойового завдання, що сприяло успіху операції, проведеної підрозділом або партизанським загоном. Орден Богдана Хмельницького носиться на правому боці грудей. При наявності інших нагород СРСР орден Богдана Хмельницького I та II ступенів розташовується після ордена Нахімова відповідного ступеня, орден Богдана Хмельницького III ступеня — після ордена Кутузова III ступеня. |

## Зовнішній вигляд
Орден Богдана Хмельницького I ступеня виготовлявся із золота у вигляді п'ятикутної зірки, на яку накладена срібна п'ятикутна зірка. Кінці зірок мали вигляд сонячних променів, що розходяться. Посередині знака — круглий золотий медальйон з рельєфним зображенням погруддя Богдана Хмельницького з булавою, обрамлений срібним обідком з рельєфним орнаментом.
Орден II ступеня такого ж вигляду і розміру, виготовлений зі срібла.
Орден Богдана Хмельницького III ступеня — менший за розміром, виготовлений зі срібла. Кінці однієї зірки — у формі розбіжних променів, другої — поліровані. Обідок з рельєфним орнаментом відсутній.
На орденах усіх ступенів напис українською мовою «Богдан Хмельницький».

## Історія нагородження
Усього орденом Богдана Хмельницького першого ступеня здійснено 323 нагородження. Першим кавалером ордена вищого ступеня став 26 жовтня 1943 року командувач 12-ї армії 3-го Українського фронту генерал-майор Олексій Ілліч Данилов за вміле керівництво військами під час визволення Запоріжжя. Через день йому було надано звання генерал-лейтенанта. За збігом історичних обставин Данилов продемонстрував військову майстерність у тому регіоні, звідки трьома століттями раніше розпочав визвольну боротьбу український гетьман Богдан Хмельницький.
Серед перших нагороджених орденом першого ступеня були командувачі 57-ї армії генерал-лейтенант Микола Олександрович Гаген, 1-ї гвардійської армії генерал-полковник Андрій Антонович Гречко, 47-ї армії генерал-лейтенант Пилип Феодосійович Жмаченко, 1-ї танкової армії генерал-лейтенант танкових військ Михайло Юхимович Катуков, 13-ї армії генерал-лейтенант Микола Павлович Пухов та інші.
Двома орденами Богдана Хмельницького першого ступеня нагороджені генерали Баранов В. К., Буличов І. Т., Жмаченко П. Ф. та інші.
Згідно з Указом Президії Верховної Ради СРСР від 26 жовтня 1943 року підполковник Каплун Й. Н. та майор Тарасенко Б. В., які відзначились у битві за Дніпро, стали першими кавалерами ордена Богдана Хмельницького другого ступеня. Їхній подвиг яскраво описав у листопаді того ж року на сторінках «Комсомольской правды» Павло Тичина у нарисі «Перші кавалери ордена Богдана Хмельницького».
Двома орденами Богдана Хмельницького другого ступеня нагороджено офіцерів Бисярина В. С., Гудкова Л. С., Жидкова В. К., Зоркіна П. М., Кузнецова П. І. та інших. Всього кавалерами ордена Богдана Хмельницького II ступеня стало понад 2400.
Першим Указом про нагородження орденом Богдана Хмельницького III ступеня був Указ від 14 січня 1944 року. У списку кавалерів ордена Богдана Хмельницького III ступеня першим стояло прізвище партизанки-розвідниці Бодилевської Є. А., яка проявила особисту мужність у бою за місто Овруч у січні 1944 року. Орден Богдана Хмельницького III ступеня отримали 5700 військовослужбовців; серед них був старшина морської піхоти Дубінда — перший з радянських вояків, нагороджений орденами Слави всіх трьох ступенів і званням Героя Радянського Союзу.
Орден Богдана Хмельницького був не тільки персональною, але й колективною нагородою. Так, за звільнення Білої Церкви, у січні 1944 року орденом першого ступеня нагороджено 1-шу окрему Чехословацьку піхотну бригаду під командуванням полковника Л. Свободи. Всього до закінчення війни орденом Богдана Хмельницького відзначено понад 1000 військових частин та з'єднань.
Орденом Богдана Хмельницького нагороджувалися відомі командири партизанських з'єднань та загонів, партизани. Вже 4 січня 1944 р. Указом Президії Верховної Ради СРСР орденом Богдана Хмельницького I та II ступеня була відзначена група командирів і комісарів з'єднань партизанських загонів України: генерал-майор Бегма В. А., двічі Герой Радянського Союзу Сидір Ковпак, Наумов М. І., Олександр Сабуров, Олексій Федоров, полковники Петро Вершигора, Яків Мельник та Кизя Л. Є..

## Особливості
Орден Богдана Хмельницького — останній з впроваджених під час Другої світової війни радянських «сухопутних» полководницьких орденів. Це єдиний радянський полководницький орден, одним із ступенів якого могли нагороджуватися рядові військовики.
Орден Богдана Хмельницького — єдиний орден СРСР, на якому надпис було зроблено не російською мовою (український надпис «Богдан Хмельницький»).
Попри те, що в офіційному статуті не було відображено переважну прив'язаність ордену до Української РСР, фактично ним нагороджувалися, в основному, військовики із складу чотирьох Українських фронтів.
Орден не мав варіанту з підвісною колодкою, а завжди виготовлявся із штифтом.

## Цікаві факти
- Генерал-лейтенант медичної служби Клюсс, Іван Олександрович став єдиним медиком, якого було нагороджено двома орденами Богдана Хмельницького (1-го та 2-го ступенів).
- Старшина Дубинда Павло Христофорович став єдиним Героєм Радянського Союзу і повним кавалером ордена Слави, якого також було нагороджено орденом Богдана Хмельницького 3-го ступеня.
- Рядовий Мулкай Авелов, був нагороджений орденом Богдана Хмельницького 3-го ступеня, хоча командир 902-го стрілецького полку, в якому служив, представив його до нагородження орденом Червоної Зірки[2].